# John Silva
John Silva (Ciudad de Panamá, Panamá, 13 de febrero de 1977) es un tenista panameño.

## Biografía
Silva hace apariciones en la Copa Visita Panamá. Silva representa a Panamá en la Copa Davis, donde tiene un récord W/L de 12-11.